# Daniel Guitard
 (janvier 2025).
Daniel Guitard, né le 1er octobre 1959 à Pointe-Verte, est un homme politique canadien.
Membre du Parti libéral du Nouveau-Brunswick, il est élu à l'Assemblée législative du Nouveau-Brunswick pour représenter la circonscription de Restigouche-Chaleur lors de l'élection provinciale de 2014 et il est réélu en 2018 et 2020. Il est président de l'Assemblée du 23 octobre 2018 jusqu'à la dissolution de celle-ci le 17 aout 2020.  
Daniel Guitard a également été maire de Pointe-Verte.